# Герб Слюдянки
Герб Слюдянки  — опознавательно-правовой знак, служащий официальным символом Слюдянского муниципального образования Слюдянского района Иркутской области России. Действующий герб утверждён решением Думы Слюдянского городского поселения от 31 мая 2018 года № 26 IV-ГД и подлежит внесению в Государственный геральдический регистр Российской Федерации.

## Описание
Геральдическое описание герба гласит:

В лазоревом (синем, голубом) поле над зелёной оконечностью в виде холма с двумя вершинами, завершёнными серебряной летящей чайкой, зелёный безант, обременённый положенными накрест серебряными топором и опрокинутым морским якорем, завершённый составной серебряно-чёрной каймой и заключённый в образованное кристаллами зубчатое снаружи серебряное кольцо.
— Решение Думы Слюдянского городского поселения от 31 мая 2018 года № 26 IV-ГД
Герб Слюдянского муниципального образования, в соответствии со статьёй 5 Закона Иркутской области от 16.07.1997 года № 30-0З «О гербе и флаге Иркутской области», может воспроизводиться в двух равно допустимых версиях:
- без вольной части;
- с вольной частью (четырёхугольником, примыкающим к верхнему правому углу щита) с воспроизведённым в нём гербом Иркутской области[1].

## Обоснование символики
Герб Слюдянского муниципального образования языком аллегорий символизирует исторические, природные и экономико-географические особенности муниципального образования.
Город Слюдянка расположен на берегу озера Байкал на Транссибирской железной дороге и федеральной автодороге «Байкал». Город получил своё название по реке Слюдянка, названной в свою очередь в честь обнаруженных здесь залежей слюды. Для разработки слюды-флогопита на территории современного города в 1647 году был создан Култукский острог, впоследствии перенесённый в другое место. После этого лишь в 1802 году на этом месте появилось поселение Слюдянское зимовье на Кругобайкальском тракте, сам же город Слюдянка был основан в 1899 году при строительстве железной дороги. Основание города как железнодорожного посёлка на берегу Байкала, а также роль железнодорожного транспорта в развитии Слюдянки и расположение города на транспортных магистралях символизируют скрещённые якорь и топор. Составная серебряно-чёрная кайма является аллегорией на туристическую достопримечательность — Кругобайкальскую железную дорогу, которая начинается от станции Слюдянка I.
Кольцо, стилизованное под кристаллы слюды, гласно указывает на название города, а также символизирует добычу вблизи слюды-флогопита, мрамора и цементного сырья. Символика кольца — неразрывное единство, цельность, бесконечный круговорот. Также стилизованное кольцо является основной фигурой герба Слюдянского района и его включение в герб Слюдянки указывает на то, что город является административным центром района.
Лазоревый цвет поля щита символизирует озеро Байкал, знаменитое своей чистейшей водой. «Приморское» расположение города — на берегу крупного озера также символизирует белая летящая чайка. Белая чайка в геральдике — символ жизни и надежды.
Зелёный холм (гора) с двумя вершинами отражает в гербе особенности гористого рельефа местности, расположение Слюдянки в предгорьях горной системы Хамар-Дабан.